# Jüdische Elementarschule (Billigheim)
Die Jüdische Elementarschule in Billigheim, einer Gemeinde im Neckar-Odenwald-Kreis im nördlichen Baden-Württemberg, war eine Elementarschule, die 1835 gegründet wurde. Sie wurde von der Jüdischen Gemeinde Billigheim unterhalten.

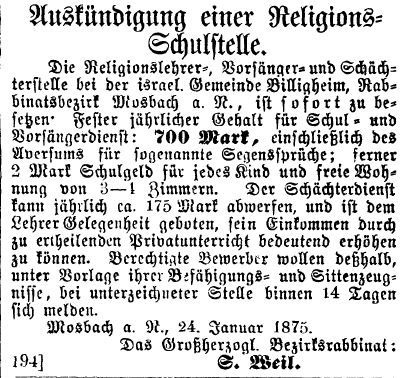
Anzeige in Der Israelit vom 3. Februar 1875

Das badische Judenedikt von 1809 gestattete den jüdischen Gemeinden eigene Schulen zu errichten, sofern sie die Kosten dafür übernahmen.
Das Schulhaus wurde 1835 in der Entengasse erbaut. Die jüdischen Elementarschulen wurden mit der Einführung der Simultanschulen im Großherzogtum Baden im Jahr 1876 aufgelöst. Die jüdische Schule in Billigheim wurde bis in die 1920er Jahre als Religionsschule weitergeführt.